# Дом Маргариты Черновой

Памятная доска на доме

Дом Маргариты Черновой — здание в Ростове-на-Дону, расположенное на Большой Садовой улице (дом 27/47).
Особняк был построен в 1899 году по проекту архитектора Н. А. Дорошенко, он принадлежал М. Н. Черновой. Дом Черновой имеет статус объекта культурного наследия регионального значения.

## История
Особняк на Большой Садовой улице для известной ростовской актрисы Маргариты Никитичны Черновой построил её поклонник, купец Е. Т. Парамонов. Архитектором дома был Николай Александрович Дорошенко.
В конце XIX — начале XX века в доме часто проходили балы, приёмы, выступления музыкантов и другие мероприятия. Первый этаж здания арендовали различные торговые организации, в частности, аптека Шамковича и «Торговый дом Юлиуса Гарохова». На втором этаже находились жилые помещения. На Большую Садовую улицу выходили окна зала приёмов. Среди других помещений зал выделялся более высокими потолками и роскошным декором интерьеров. Сцена располагалась в углу зала. Из коридора можно было выйти на балкон с балюстрадой. Вдоль фасада по переулку Халтуринскому располагались столовая, гостиная, спальня и другие помещения. Каждая из комнат была декорирована лепниной, расписанной масляными красками.
Главный вход в здание расположен на углу Большой Садовой улицы и переулку Халтуринскому. По обеим сторонам от него размещаются ложные окна, декорированные наличниками с лепными сандриками. Над угловой частью возвышается бельведер с куполом — это композиционное ядро особняка. На втором этаже находится балкон с балюстрадой. Фасад богато декорирован лепниной: декоративные вазы в нишах, атланты, кариатиды, медальоны, морские раковины, гирлянды, растительный орнамент.
В 1920 году после прихода советской власти Чернову выселили, а здание национализировали. На первом этаже и в подвале разместилась «Аптека № 2», а на втором этаже — «Детская коммуна № 5». По данным 1926 года, на втором этаже была школа кройки и шитья Донпрофобра. На первом располагались «Аптека № 2», «Акционерное общество Кожсырьё», а также «жильцы 9 семейств, живущих стеснённо по 7 человек в одной комнате бывшего торгового помещения».
2 февраля 1926 года особняк передали Краевой Прокуратуре. С 1926 года в доме располагался Партклуб. С 1940 года в здании размещался партийный архив Ростовской области, а после распада Советского Союза — Государственный архив Ростовской области. К началу 2000-х годов здание находилось в аварийном состоянии. В 2001 году была проведена реконструкция здания, в ходе которой дом был разобран и вновь воссоздан. При восстановлении здания использовались оригинальные элементы декора. В настоящее время в здании размещается отделение Банка ВТБ.

Дом Черновой на дореволюционных открытках
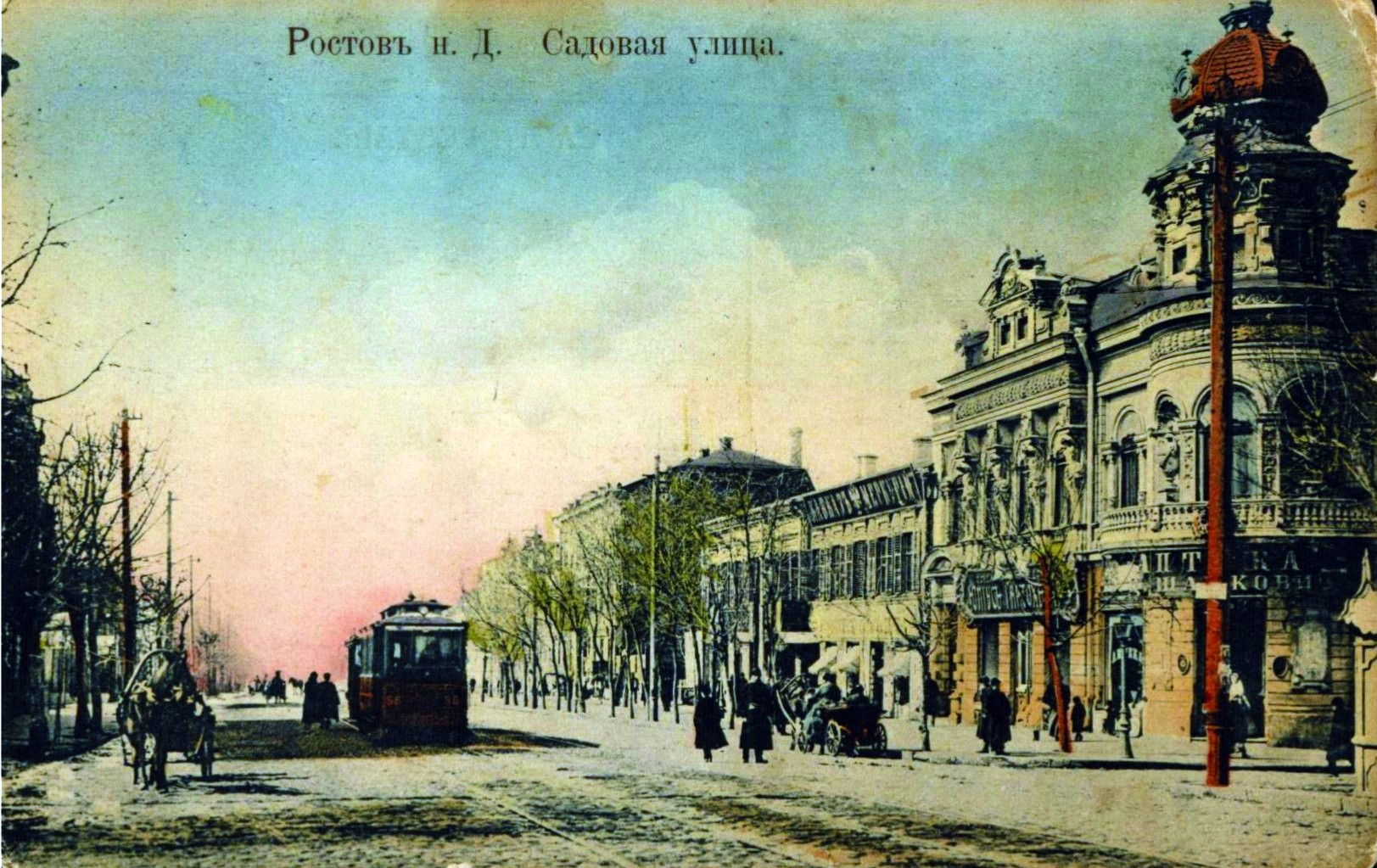
1909 год
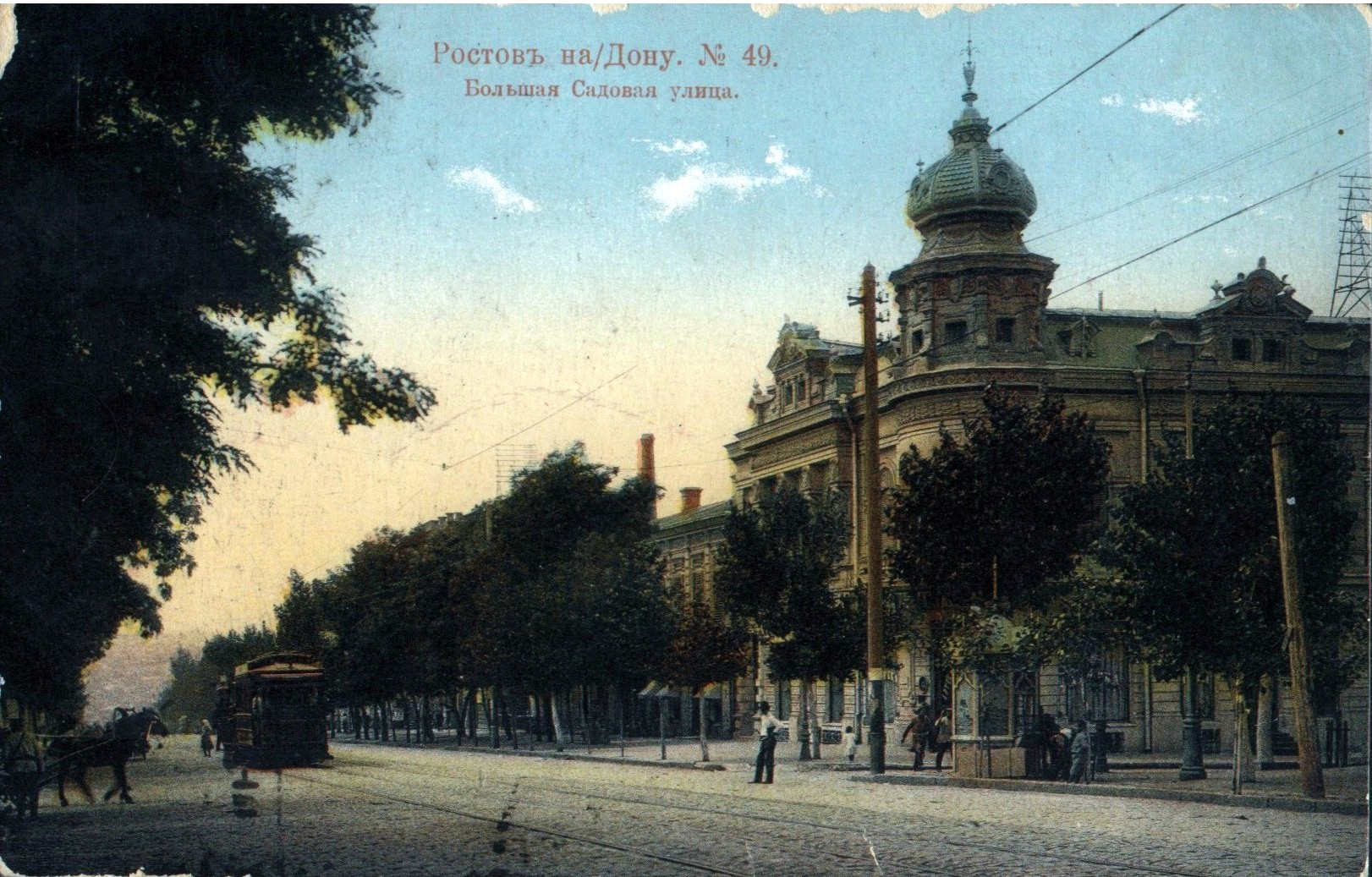
1910 год
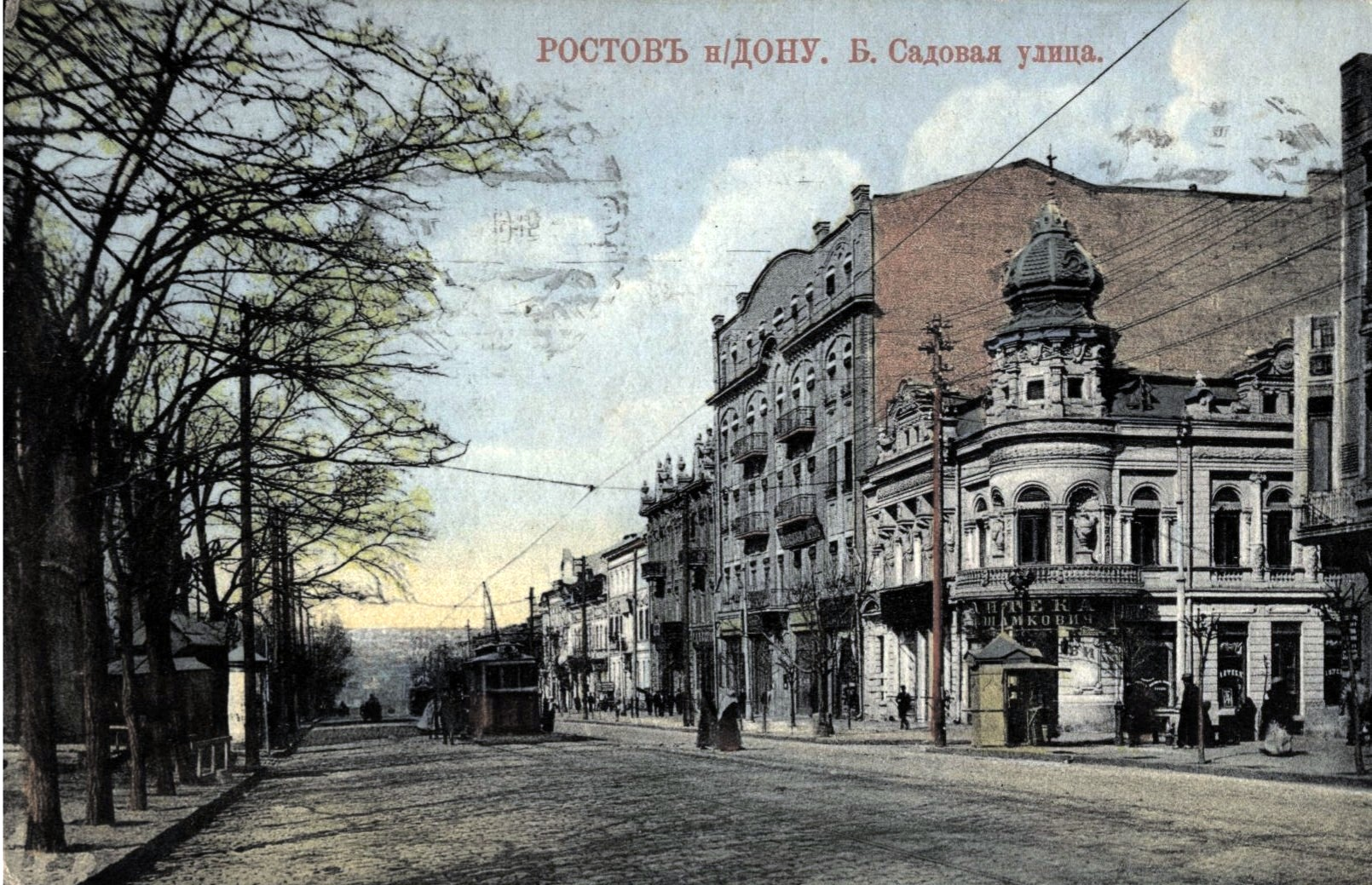
1916 год